# Lukavica (Prešov)
Lukavica (in ungherese Kislankás, in tedesco Laukendorf o Laukowitz) è un comune della Slovacchia facente parte del distretto di Bardejov, nella regione di Prešov.

## Storia
Il villaggio viene citato per la prima volta nel 1449 e appartenne sempre alla città di Bardejov.